# Aristarc el cronògraf
Aristarc el cronògraf (en llatí Aristarchus, en grec Αρίσταρχος "Arístarkhos") fou un escriptor grec que va escriure una carta sobre la situació d'Atenes en el temps dels apòstols, i especialment sobre la vida de Dionís l'Areopagita.